# 黃金寶

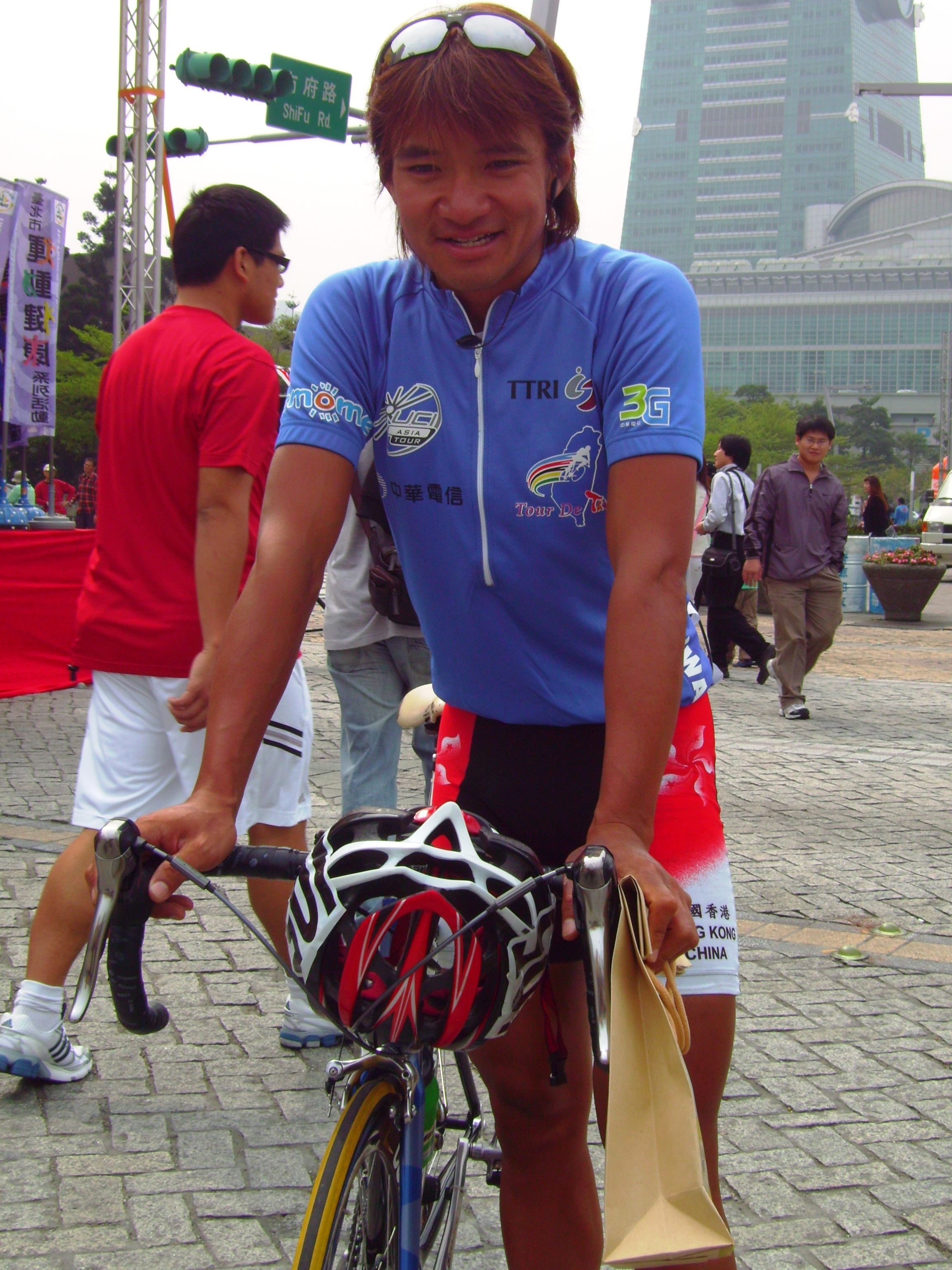
黃金寶參與2007年國際自由車環台賽

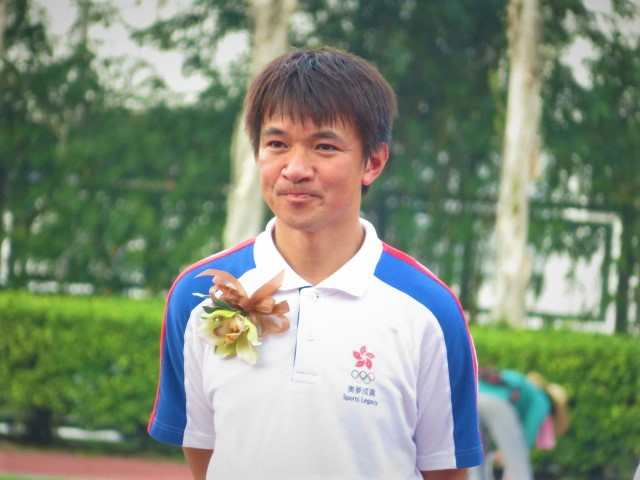
黃金寶在2018年9月出席一學校活動

黃金寶，SBS，MH（1973年3月13日—），香港單車運動員，專攻公路賽。1998年曼谷亞運、2006年多哈亞運、2010年廣州亞運公路賽金牌得主，2007年馬略卡場地單車世界錦標賽在不擅長的15公里捕捉賽巧奪冠軍，首獲世界冠軍，得以披彩虹戰衣，是一生贏得最頂級的大獎。其後，在2008年場地單車世界盃循迴賽洛磯山分站再在捕捉賽摘冠，2009年則在循迴賽哥本哈根分站記分賽摘冠。五度出征奧運，屢遭歐美選手團隊夾擊，而同隊選手自顧不暇，最佳成績僅為第11名。其他獎項包括1997、2001、2009年中國全國運動會公路賽金牌等，1990－2000年代中國與亞洲首席公路賽運動員。
1992年曾退隊，後遇伯樂沈金康總教練，在1994年廣島亞運公路賽獲第4名，自始光芒漸露，與1996年奧運滑浪風帆金牌得主李麗珊同為1990－2000年代最著名的兩位香港運動員。2007年獲世錦賽世界冠軍，中共中央總書記兼中國國家主席胡錦濤訪問香港時稱讚他「你為香港為國家爭得了榮譽，你是比黃金還珍貴的寶貝」，風頭一時無兩。
2017年11月，黃金寶離開香港單車隊，轉到港協暨奧委會任職。接受訪問時表示其實過去亦曾經「轉行」，於1992年巴塞隆拿奧運，那年黃金寶十九歲，第一次代表香港參與奧運。然而在當地集訓期間，港隊隊員發生衝突，導致全隊被罰停賽，無緣參與賽事。而於離隊的兩年間，轉行賣音響，一邊工作之餘，更曾準備移民。經過深思熟慮後，最後下定決心復出，才有後來的成就。

## 職業生涯
黃金寶與單車運動密不可分，1990年加入港隊，一年後勇奪亞青賽冠軍，但成名甚早的「阿寶」挫折亦來得早。他在沙田瀝源邨榮瑞樓10樓長大，1986年畢業於沙田崇真學校，未完成中學課程便投身社會，17歲加入香港青年軍，1992年取得奧運入場券，但在法國集訓期因隊友間的衝突，全隊被罰停賽，無緣角逐巴塞隆拿奧運會之餘，更一度停止正規訓練，其職業生涯一度亮起警號。
直到1994年，曾任中國國家隊教練的沈金康來港掌舵，一手一腳把跌進谷底的黃金寶重新扶起來。「阿寶」立即在1994年廣島亞運會公路賽奪得殿軍，這在當時來說已是港隊歷來最好成績，也啟發了他此後衝擊金牌的不屈鬥志。
為了代表香港創造佳績，黃金寶的投入實在不少，每年也未必可以跟家人一起過農曆新年，丁父憂還一度隱瞞沈教練，強忍傷痛為京奧備戰。
其職業生涯中，最著名的是其曾分別3次獲得亞運會公路單車項目金牌。他同時是自1996年以來奧運會上唯一的華人男性單車選手，他在華人單車手中佔領先位置。
黃金寶為2000、2001、2004、2005、2006、2007、2008及2010年度香港傑出運動員選舉「香港傑出運動員」的得獎者，更在2006、2007及2010年度三次獲得得票最高的最高榮譽——香港星中之星傑出運動員。同時，他亦是2002年度香港最佳風範運動員選舉的得獎者。
2012年，5次代表過香港出征奧林匹克運動會的黃金寶表示會先完成該季賽事後再決定未來動向，初步希望以陪練身份留在單車隊，再逐步轉型為教練。2012年10月5日，其教練沈金康暗示他最快28日完成環海南島單車公路賽後結束近20年單車職業生涯。
然而，黃金寶退役不足半年就決定重出江湖，於2013年6月23日宣佈將會參加於同年8月舉行的遼寧全運會，以「領導」角色率領一眾師弟衝擊男子個人公路賽金牌，於6月30日亦會出戰新娘潭舉行的全港公路單車錦標賽個人公路賽，作為回歸的「第一擊」。

## 退役後生活
黃金寶於退役後加入港協暨奧委會的奧夢成真計劃，希望去學校推廣和幫助退役運動員發展他們事業。
在黃金寶單車事業的初期，香港政府對自行車運動支持不足，但單車運動器材卻是十分昂貴。同榮老闆歐陽老先生長期義助黃金寶價值不菲的頂級器材，是他在困難的運動員事業初期的其中一個支持者。及至2022年完成「奧夢成真」任務後，黃金寶完成歐陽先生生前的期望，接手亞洲單車老字號「同榮單車」。
由2022年起，黃金寶上任港協暨奧委會運動員委員會主席。
2022年的杭州亞運, 黃金寶再次代表香港任火炬手。
2023年，擔任基督教香港信義會深信學校校運會特別嘉賓。

## 場外生活
黃金寶為成立於1988年的單車愛好者團體New Power Cycling Club車隊會長，經常帶領隊伍參加各地不同比賽。

## 全運會成績
黃金寶在四年一度的全国运动会公路賽上屢有出色表現，一共獲得3個金牌，一個銅牌。
1997年時首次參加八運會，其便在男子個人公路單車賽項目奪得金牌，更獲「全運十佳運動員」殊榮。
2001年的九運會，其再次摘金，稱霸全國。
2005年時，已連奪2次金牌的黃金寶在十運會中獲得銅牌，冠軍為中國名車手山東隊員李富玉。
於2009年十一運會，黃金寶再次摘金，並為香港奪得該屆全運會首面金牌。

## 亞運會成績 及 成就亞洲車神之名
黃金寶在四年一度的亞洲運動會公路賽上表現亦出色，一共獲得3個金牌 (1998, 2006, 2010)及一個銅牌(2002)。
當中2010年的表現更為人津津樂道。哈薩克是世界單車強國之一，2002年名車手雲尼哥洛夫(Alexander Vinokourov)挾2000奧運公路賽銀牌名譽參與亞運公路賽，但只能獲得亞軍。
這次哈薩克派冒起的林斯基兄弟參賽，冠軍是志在必得，賽前兄長因格林斯基(Maxim Iglinsky)已先在意大利白路赛(Strade Bianche)取得冠軍，同年也在5大經典賽的 Milan–San Remo 及Tour of Flanders 取得第8名。
已2奪亞運公路賽金牌及場地世界冠軍的黃金寶，更是各隊賽前部署的主要目標。更特別的是，他已經在對手們緊盯下，於2009取得第3面全運會公路賽金牌。
結果黃金寶不負亞洲車神之名，已經是37歲8個月之齡，一次又一次在各方強手圍攻下，第三次奪得亞洲運動會公路賽金牌。

## 奧運會成績
1992年巴塞羅那奧運會，時年19歲的黃金寶因為打架，觸動警察，最後遭到國際奧林匹克委員會處分，喪失參加該屆奧運會的機會。
1996年阿特蘭大奧運會，黃金寶在亞洲錦標賽奪得第3名，因前5名有進身資格，獲得參賽資格。可是在其他國際職業選手的競爭下，其在個人強項公路個人賽卻未能賽畢全程。
2000年悉尼奧運會，在公路賽失利的黃金寶卻獲得參與場地賽的資格。他在烏拉圭世界錦標賽B級比賽的場地賽中奪得首名，最終2000年的奧運會的場地賽項目以第11名的成績為香港隊製造紀錄。
2004年雅典奧運會，黃金寶是當時唯一獲得比賽資格的男性華人選手，在此前，自1996年以來他也是奧運會上惟一的華人男性單車選手。
2008年北京奧運會，黃金寶於男子單車40公里場地記分賽，總成績排第15。
2012年倫敦奧運會，黃金寶於男子單車個人公路賽孤軍作戰，結果由哈薩克傳奇車手雲尼哥洛夫(Alexander Vinokourov)以5小時45分57秒奪得金牌，黃金寶於34秒後沖線，以第37名完成，為其最後一次奧運會劃上完美句號。

## 世界賽成績
黃金寶曾世界各地參與公路比賽，一共取得50場以上的職業公路賽冠軍。大部份冠軍在UCI亞洲區的公路賽事中取得，也曾在法國、美國、德國、瑞士等公路賽得到冠軍。
2007年，他在西班牙馬略卡舉行的世界場地單車錦標賽的15公里捕捉賽奪得冠軍，也是其單車手生涯第一個世界錦標賽冠軍以及此項榮譽的首個華人得獎者。世界單車場地錦標賽是場地單車賽的最高級別比賽，冠軍得主將獲頒彩虹戰衣，是不少單車運動員夢寐以求的最高榮譽，黃金寶亦因此可在2007年-2008年期間穿上此戰衣。
在2008年及2009年間，黃金寶在場地世界杯中一共取得2個金牌。

## 歷屆大型賽事紀錄
| 年份   | 比賽                           | 項目                        | 成績     |
| 1991年 | 亞洲青少年單車錦標賽           | -                           | 冠軍     |
| 1994年 | 第十二屆廣島亞運會             | 公路單車項目                | 第四名   |
| 1995年 | 國際自由車環台賽               | -                           | 冠軍     |
| 1996年 | 國際自由車環台賽               | -                           | 總冠軍   |
| 1996年 | 太平洋運動公路賽               | -                           | 亞軍     |
| 1997年 | 國際自由車環台賽               | -                           | 單站冠軍 |
| 1997年 | 環菲律賓多日賽                 | -                           | 總冠軍   |
| 1997年 | 第八屆全國運動會               | 男子157公里個人公路單車賽   | 金牌     |
| 1998年 | 第十三屆曼谷亞運會             | 男子200公里個人公路單車賽   | 金牌     |
| 1999年 | 世界B級錦標賽                  | 場地記分賽                  | 冠軍     |
| 1999年 | 亞洲錦標賽                     | 四公里個人追逐賽            | 亞軍     |
| 2000年 | 2000年悉尼奧運會               | 男子個人場地單車賽          | 第11名   |
| 2001年 | 亞洲錦標賽                     | 四公里個人追逐賽            | 季軍     |
| 2001年 | 亞洲錦標賽                     | 公路賽                      | 冠軍     |
| 2001年 | 亞洲錦標賽                     | 個人公路追逐賽              | 季軍     |
| 2001年 | 亞洲錦標賽                     | 麥迪遜賽                    | 季軍     |
| 2001年 | 第九屆全國運動會               | 男子173.6公里個人公路單車賽 | 金牌     |
| 2002年 | 第十四屆釜山亞運會             | 男子200公里個人公路單車賽   | 銅牌     |
| 2002年 | 第十四屆釜山亞運會             | 麥迪遜賽                    | 銅牌     |
| 2002年 | 亞洲錦標賽                     | 公路賽                      | 季軍     |
| 2002年 | 亞洲錦標賽                     | 四公里個人追逐賽            | 季軍     |
| 2002年 | 亞洲錦標賽                     | 記分賽                      | 季軍     |
| 2002年 | 國際自由車環台賽               | -                           | 總冠軍   |
| 2004年 | 英國曼徹斯特站世界盃場地單車賽 | 第三站30公里記分賽          | 亞軍     |
| 2004年 | 雅典奧運會                     | 男子單車記分賽              | 第24名   |
| 2005年 | 第十屆全國運動會               | 男子40公里記分賽            | 銅牌     |
| 2005年 | 第十屆全國運動會               | 男子184公里個人賽           | 銅牌     |
| 2006年 | 第10屆環日本賽                 | 首站大阪站                  | 冠軍     |
| 2006年 | 吉隆坡亞洲單車錦標賽           | 男子15公里捕捉賽            | 銅牌     |
| 2006年 | 吉隆坡亞洲單車錦標賽           | 男子53公里麥迪遜賽          | 銀牌     |
| 2006年 | 吉隆坡亞洲單車錦標賽           | 男子捕捉賽                  | 銅牌     |
| 2006年 | 第十五屆多哈亞運會             | 男子個人公路單車賽          | 金牌     |
| 2007年 | 2007年國際自由車環台賽         | 屏東公路賽                  | 單站冠軍 |
| 2007年 | 2007年國際自由車環台賽         | 亞洲選手組                  | 第二名   |
| 2007年 | 西班牙馬略卡世界場地單車錦標賽 | 15公里捕捉賽                | 冠軍     |
| 2008年 | 世界盃場地單車賽美國洛杉磯站   | 15公里捕捉賽                | 冠軍     |
| 2008年 | 北京奧運會                     | 男子單車記分賽              | 第十五名 |
| 2009年 | 世界盃場地單車賽丹麥哥本哈根站 | 30公里記分賽                | 冠軍     |
| 2009年 | 第十一屆全國運動會             | 男子個人公路單車賽          | 金牌     |
| 2010年 | 廣州亞運會                     | 男子場地記分賽              | 銀牌     |
| 2010年 | 廣州亞運會                     | 男子公路賽                  | 金牌     |
| 2012年 | 2012年國際自由車環台賽         | 第二站新北市                | 單站冠軍 |
| 2012年 | 倫敦奧運會                     | 男子公路賽                  | 第37名   |

## 演廣告
- 大新人壽
- Beauty Choice 骨骼補
- 香港駕駛學院
- 黃金煲

## 軼事
- 黃金寶視前著名單車好手洪松蔭為偶像。
- 香港壁球代表隊選手「小旋風」趙詠賢以黃金寶為偶像[15]。
- 黃金寶在2017年香港特別行政區行政長官選舉公開支持林鄭月娥參選行政長官。

## 榮譽
- 香港特區政府嘉獎

榮譽勳章（MH）（1998年）
銅紫荊星章（BBS）（2007年）
銀紫荊星章（SBS）（2013年）
- 香港傑出運動員選舉

「香港傑出運動員」（2000年、2001年、2004年、2005年、2006年、2007年、2008年、2010年 - 共8次當選）
「香港傑出運動員 - 星中之星」（2006年、2007年、2010年 - 共3次當選）
「香港最具體育精神運動員」（2007年、2009年、2012年 - 共3次當選）
「香港最佳風範運動員」（2002年）
- 香港十大傑出青年選舉

香港十大傑出青年（2007年）
- 榮譽學位

香港教育學院榮譽院士（2010年）
香港城市大學榮譽院士（2011年）